# Запис Станојловића липа (Десимировац)
Запис Станојловића липа (Десимировац)  се налази на парцели чији је власник Станојловић Слађана.

## Локација
| Општина             | Крагујевац                                                       |
| Катастарска општина | Десимировац                                                      |
| Потес               | Глуваћ                                                           |
| Координате          | 44° 04′ 40″ С; 20° 54′ 14″ И / 44.077800000000003° С; 20.9039° И |
| Надморска висина    | 250m                                                             |

## Карактеристике
Дендрометријске вредности утврђене на терену и сателитским снимцима:
| Стабло                     | Липа |
| Висина стабла              | m    |
| Обим дебла                 | m    |
| Пречник крошње             | 7m   |
| Пречник дебла              | m    |
| Висина дебла до прве гране | m    |

## База записа
Запис је у оквиру Викимедија пројекта "Запис - Свето дрво" заведен под редним бројем 0507.